# Maja diện y phục

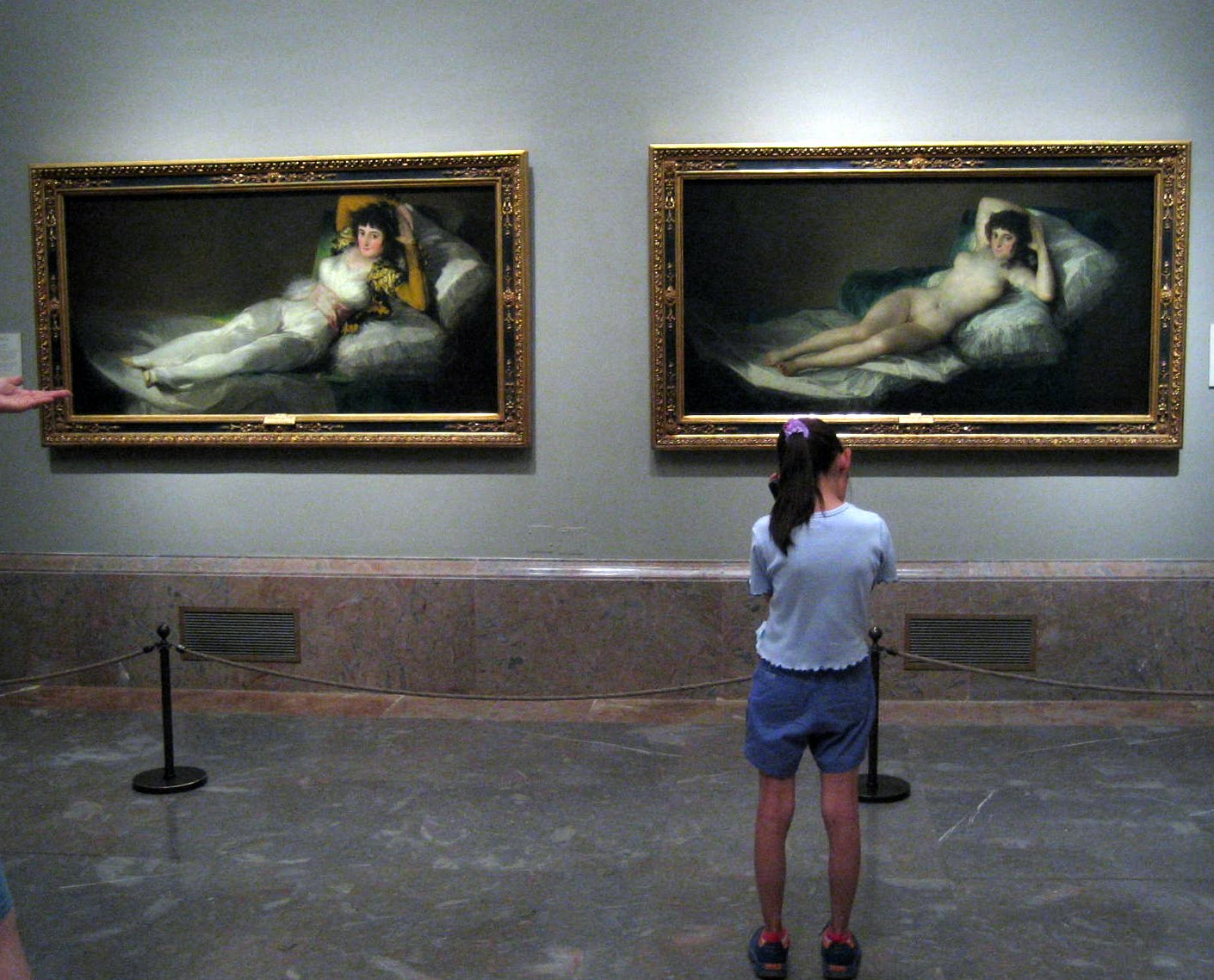
Bộ đôi tác phẩm trong viện bảo tàng

Maja diện y phục (tên gốc tiếng Tây Ban Nha: La Maja vestida, tiếng Anh: The Clothed Maja) là bức tranh sơn dầu của họa sĩ Tây Ban Nha, Francisco Goya, được thực hiện trong khoảng từ năm 1800 đến năm 1805. Đây là phiên bản mặc trang phục đầy đủ của bức Maja khỏa thân trước đó (1797–1800), cả hai tác phẩm được trưng bày cạnh nhau trong phòng triển lãm tại bảo tàng Prado, thành phố Madrid, Tây Ban Nha từ năm 1901.
Giống như Maja khỏa thân, tác phẩm Maja diện y phục cũng từng thuộc sở hữu của Manuel de Godoy.